# Mellikon
Mellikon (schweizerdeutsch: ˈmɛlikχə) ist eine Einwohnergemeinde im Schweizer Kanton Aargau. Sie gehört zum Bezirk Zurzach und liegt am Hochrhein an der Grenze zu Deutschland.

## Geographie
Das Dorf am Nordrand des Tafeljuras liegt rund zweihundert Meter vom südlichen Ufer des Rheins entfernt in der schmalen Flussebene. Die südliche Hälfte des Dorfes ist von zwei steil aufragenden Hügeln umschlossen. Diese sind Ausläufer des Güggehübucks im Südwesten und des Haslibucks im Südosten. Am Hang des Haslibucks liegen die kleinen Weiler Unterberghof (460 m ü. M.) und Oberberghof (515 m ü. M.). Der Hang des Güggehübucks wird durch einen grossen Steinbruch geprägt, in dem Kalkstein abgebaut wird. An der östlichen Gemeindegrenze mündet der Tägerbach in den Rhein.
Die Fläche des Gemeindegebiets beträgt 270 Hektaren, davon sind 140 Hektaren bewaldet und 52 Hektaren überbaut. Der höchste Punkt liegt auf 556 Metern auf dem Haslibuck, der tiefste auf 333 Metern am Rhein. Nachbargemeinden sind Küssaberg im Norden, Hohentengen im Nordosten, sowie Zurzach (ehemalige Gemeinden Rümikon im Osten, Wislikofen im Südosten, Böbikon im Südwesten und Rekingen im Westen).

## Geschichte
Im Gebiet Rheinzelg kam 1922 ein Mauerstück zum Vorschein, das auf die Existenz eines römischen Wachtturms hindeutet. Die erste urkundliche Erwähnung von Meliken erfolgte im Jahr 1113. Der Ortsname stammt vom althochdeutschen Mellinghofun und bedeutet «bei den Höfen der Sippe des Mello». Im Mittelalter existierte lediglich ein Gutshof des Benediktinerklosters in Zurzach. Das Kloster selbst wurde 1279 in ein Chorherrenstift umgewandelt. Rund um den Gutshof entwickelte sich langsam ein Weiler. Sowohl das Chorherrenstift als auch Mellikon standen unter der Oberhoheit des Bistums Konstanz.
Die Eidgenossen eroberten 1415 den Aargau. Mellikon gehörte nun zum Amt Zurzach der Grafschaft Baden, einer Gemeinen Herrschaft. 1578 forderte eine Gruppe von Bauern einen Anteil am Wald und an der Allmend zur Eigenbewirtschaftung, erst 1601 ging das Chorherrenstift auf die Forderungen ein. 1661 erhielt Mellikon, das inzwischen zu einem kleinen Dorf herangewachsen war, schliesslich den Status einer Gemeinde. Im März 1798 nahmen die Franzosen die Schweiz ein und riefen die Helvetische Republik aus. Mellikon gelangte zum kurzlebigen Kanton Baden und gehört seit 1803 zum Kanton Aargau.
Die Eröffnung der Bahnstrecke Winterthur–Koblenz durch die Schweizerische Nordostbahn erfolgte am 1. August 1876. Allerdings musste Mellikon den Bahnhof mit der Nachbargemeinde Rümikon teilen, sodass er weit ausserhalb zwischen beiden Dörfern lag. Die 1914 gegründete Schweizerische Sodafabrik (heute Solvay) errichtete oberhalb des Dorfes einen Steinbruch. 1975 nahm an der westlichen Gemeindegrenze die Holderbank Cement AG (heute LafargeHolcim) die Produktion von Zement auf, legte die Fabrik allerdings bereits 1995 wieder still. Im selben Jahr erhielt Mellikon eine direkt beim Dorfzentrum gelegene Bahnhaltestelle, die den alten Bahnhof Rümikon-Mellikon ersetzte.
Im Jahr 2000 trat Mellikon der Verwaltungskooperation «Verwaltung2000» bei, welche die Verwaltungsaufgaben von sieben Gemeinden in der Nachbarschaft erledigt. Ab 2014 war die Gemeinde im Projekt «Rheintal+» involviert, das die Fusion mehrerer Gemeinden zur Gemeinde Zurzach vorsah. Nachdem die Gemeindeversammlung am 23. Mai 2019 mit 43 zu 20 Stimmen der Fusion zugestimmt hatte (entgegen der Empfehlung des Gemeinderates), wurde der Entscheid am 8. September 2019 in einer Volksabstimmung in Bad Zurzach und sieben weiteren Gemeinden bestätigt, Mellikon lehnte jedoch mit 58 zu 64 Stimmen ab. Damit ist die Fusion am 1. Januar 2022 ohne Mellikon erfolgt.

## Sehenswürdigkeiten

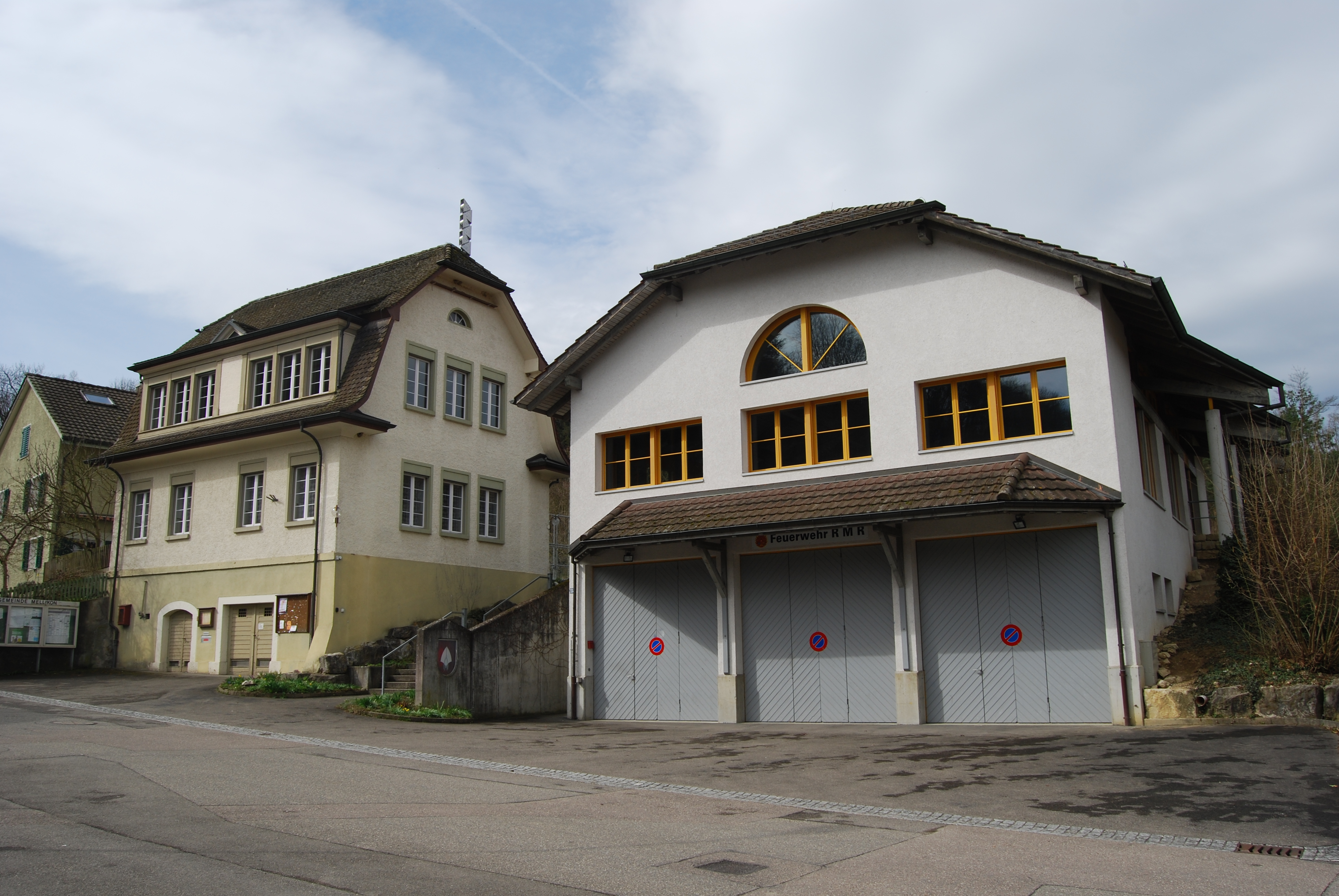
Mehrzweck- und Gemeindehaus sowie Feuerwehrstützpunkt

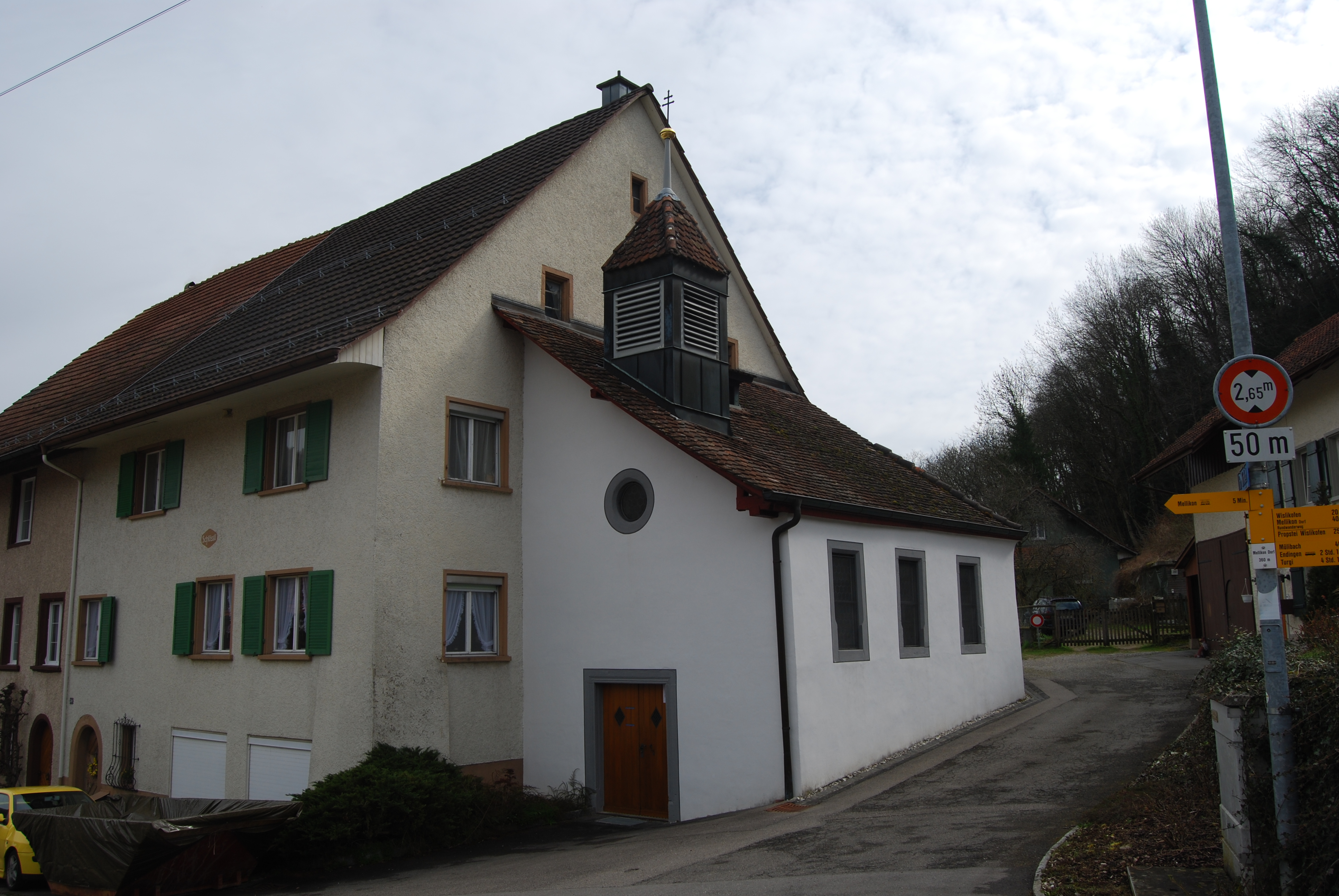
Haus «Schlössli» mit Kapelle

## Wappen
Die Blasonierung des Gemeindewappens lautet: «In Rot weisse Pflugschar.» Das Wappen war erstmals auf dem Gemeindesiegel von 1872 abgebildet. Lange Zeit herrschte Unklarheit darüber, ob die Innen- oder Aussenseite der Pflugschar abgebildet werden soll. 1973 legte der Gemeinderat die Innenseite verbindlich fest.

## Bevölkerung
Die Einwohnerzahlen entwickelten sich wie folgt:
| Jahr      | 1850 | 1900 | 1930 | 1950 | 1960 | 1970 | 1980 | 1990 | 2000 | 2010 | 2020 |
| Einwohner | 199  | 143  | 200  | 220  | 207  | 200  | 191  | 247  | 257  | 241  | 228  |

Am 31. Dezember 2023 lebten 237 Menschen in Mellikon, der Ausländeranteil betrug 11,4 %. Bei der Volkszählung 2015 bezeichneten sich 43,1 % als römisch-katholisch und 34,0 % als reformiert; 22,9 % waren konfessionslos oder gehörten anderen Glaubensrichtungen an. 93,0 % gaben bei der Volkszählung 2000 Deutsch als ihre Hauptsprache an und 3,1 % Portugiesisch.

## Politik und Recht
Die Versammlung der Stimmberechtigten, die Gemeindeversammlung, übt die Legislativgewalt aus. Ausführende Behörde ist der fünfköpfige Gemeinderat. Er wird im Majorzverfahren vom Volk gewählt, seine Amtsdauer beträgt vier Jahre. Der Gemeinderat führt und repräsentiert die Gemeinde. Dazu vollzieht er die Beschlüsse der Gemeindeversammlung und die Aufgaben, die ihm vom Kanton zugeteilt wurden. Für Rechtsstreitigkeiten ist in erster Instanz das Bezirksgericht Zurzach zuständig. Mellikon gehört zum Friedensrichterkreis XVII (Zurzach).

## Wirtschaft
In Mellikon gibt es gemäss der im Jahr 2015 erhobenen Statistik der Unternehmensstruktur (STATENT) rund 110 Arbeitsplätze, davon 13 % in der Landwirtschaft, 47 % in der Industrie und 40 % im Dienstleistungssektor. Zahlreiche Erwerbstätige sind Wegpendler und arbeiten in Bad Zurzach und Umgebung. Auf dem Gelände der 1995 stillgelegten Zementfabrik haben sich zahlreiche Kleinunternehmen angesiedelt. Der Steinbruch diente früher als Rohstofflieferant für die Produktion von Soda in Bad Zurzach; heute werden dort Kalksteinblöcke aus dem Fels gehauen, die in der Bauindustrie Verwendung finden.

## Verkehr

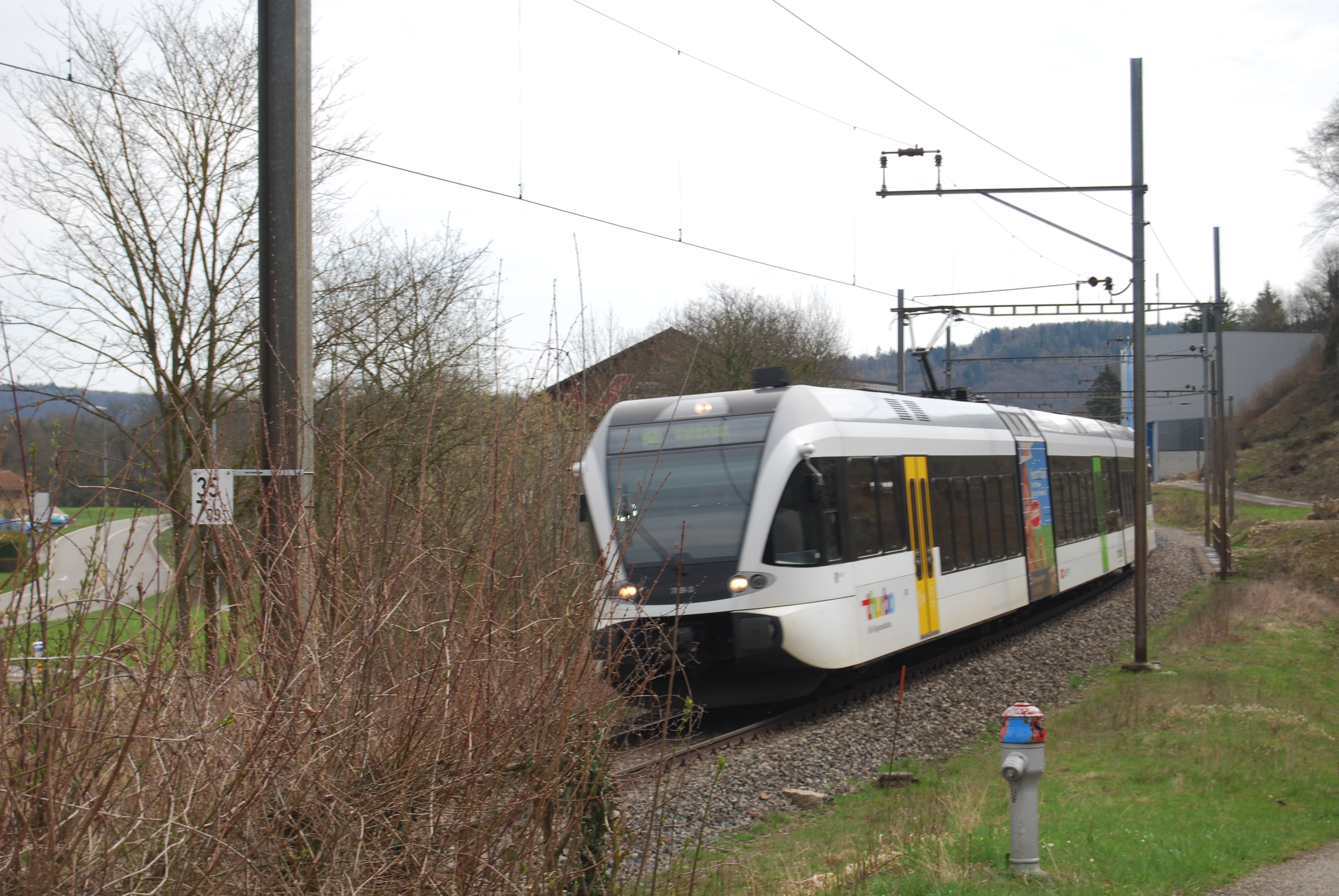
Zug der Bahngesellschaft THURBO in Mellikon

Die Hauptstrasse 7 zwischen Basel und Winterthur führt nördlich an Mellikon vorbei, sodass das Dorfzentrum nicht vom Durchgangsverkehr betroffen ist. Die Anbindung an das Netz des öffentlichen Verkehrs erfolgt durch eine Haltestelle an der SBB-Bahnlinie Koblenz–Bülach–Winterthur. Der äusserste Nordosten des Gemeindegebiets wird darüber hinaus durch die Postautolinie Baden–Kaiserstuhl erschlossen.

## Bildung
Die Gemeinde besitzt keine Schule mehr. Der Kindergarten und die Primarschule (1. und 2. Klasse) können in Wislikofen besucht werden, die 3. bis 6. Primarschulklasse in Rekingen und sämtliche Oberstufen (Realschule, Sekundarschule und Bezirksschule) in Bad Zurzach. Die nächstgelegenen Gymnasien sind die Kantonsschule Baden und die Kantonsschule Wettingen.